# Sam Meech
Sam Meech (Portsmouth, Reino Unido, 4 de abril de 1991) es un deportista neozelandés que compite en vela en la clase Laser. Su hermana Molly también compite en vela.
Participó en los Juegos Olímpicos de Río de Janeiro 2016, obteniendo una medalla de bronce en la clase Laser.

## Palmarés internacional
| \| Juegos Olímpicos \| Juegos Olímpicos \| Juegos Olímpicos \| Juegos Olímpicos \| \| Año \| Lugar \| Medalla \| Clase \| \| ---------------- \| ----------------------- \| ----------------- \| ---------------- \| \| 2016 \| Río de Janeiro (Brasil) \| Medalla de bronce \| Laser \| |                         |                   |       |
| Juegos Olímpicos |                         |                   |       |
| Año | Lugar                   | Medalla           | Clase |
| 2016 | Río de Janeiro (Brasil) | Medalla de bronce | Laser |